# Пре-Сен-Дідьє
Пре-Сен-Дідьє (фр. Pré-Saint-Didier) — муніципалітет в Італії, у регіоні Валле-д'Аоста.
Пре-Сен-Дідьє розташоване на відстані близько 620 км на північний захід від Рима, 27 км на захід від Аости.
Населення — 1060 осіб (2014).
Щорічний фестиваль відбувається 10 серпня. Покровитель — Святий Лаврентій.

## Демографія
Населення за роками:

Станом на 1 січня 2023 року в муніципалітеті офіційно проживали 73 іноземці з 21 країни, серед них 28 громадян країн Євросоюзу та 2 громадяни України.

## Сусідні муніципалітети
- Курмайор
- Ла-Тюїль
- Морже